# Политическа криза в България (1996 – 1997)
Политическата криза в България (Януарските събития) от 1996 – 1997 г. обхваща периода на проведеното масово протестно шествие в София, което прераства в размирици и щурм на сградата на Народното събрание.

## Причини
В периода януари – началото на февруари, 1997 г. България изпада в дълбока политическа и финансова криза. Големите градове са обхванати от протести, блокирани са пътища и улици, страната изпада в хаос. В началото на февруари България е изправена пред хиперинфлация, след като за по-малко от два месеца цената на един щатски долар от 500 достига до 3000 лв. Инфлацията вече е 300%. За периода от април до октомври фалират 15 банки. Унищожени са спестяванията на огромното мнозинство от българите, но са стопени дълговете на т. нар. кредитни милионери, взели пари от банките, без да имат намерение да ги връщат.
На 10 януари 1996 Народното събрание отхвърля втория вот на недоверие срещу кабинета „Виденов“, при което напрежението нараства. СДС организират множество протести срещу Виденов и настояват за оставката на министър-председателя.
В началото на 1997 страната изпада в хаос. България е скована от стачки на работници, организирани от Съюза на демократичните сили и Конфедерацията на труда (КТ) „Подкрепа“ организират Втора национална стачка (първата е през 1990 г. срещу правителството на Андрей Луканов). Пътищата са блокирани, работниците отказват да работят, инфлацията расте с дни, а зърното е на привършване, с което започва недостиг на хранителни продукти. Средната заплата пада до стойност, равняваща се на 5 $.

## Изостряне на политическата криза

### Оставка на правителството на Жан Виденов
Вследствие на изострената хиперинфлация на извънреден конгрес на 21 декември 1996 г. Жан Виденов подава оставка като председател на Висшия съвет на БСП и декларира, че подава оставка и като министър-председател, както и цялото правителство. За Председател на Висшия съвет на БСП конгресът избира Георги Първанов – дотогава зам. председател на Висшия съвет на БСП. Коалиционните партньори на БСП БЗНС „Александър Стамболийски“ и ПК „Екогласност“ също дават съгласието си за тези промени. На 28 декември 1996 г. XXXVII народно събрание гласува оставката на правителството на Жан Виденов и според Конституцията от 1991 г. то продължава да изпълнява функциите си до избора на ново правителство.

### Щурм на Народното събрание
В София се организира голям митинг на разгневени граждани. Пред сградата на Народното събрание протестиращите нападат с камъни министъра на вътрешните работи Николай Добрев, който влиза в сградата на парламента с цел консултации, а самият Добрев е пазен от полицейски щитове, като в охраната му се включва и Директорът на СДВР полковник  Красимир Петров. Протестиращите се струпват пред Народното събрание с иск БСП и коалиционните ѝ партньори БЗНС „Александър Стамболийски“ и ПК „Екогласност“ да се откажат от властта. На 10 януари 1997 г. действащият министър-председател Жан Виденов събира правителството си на извънредно заседание с цел да вземе мерки срещу безредиците. Напрежението ескалира и пред НС се събира огромна тълпа, която започва да става неконтролируема. Хората започват да нахлуват в сградата, но новоизбраният президент Петър Стоянов, който все още не е встъпил в длъжност, успява временно да ги успокои. В крайна сметка обаче голяма тълпа протестиращи нахлува в Народното събрание. Опитът на полицията да ги спре се оказва неуспешен и голяма тълпа хора нахлува в сградата. Депутатите са евакуирани, а по-късно в ранните часове на нощта полицията отблъсква протестиращите.

### Последици и последвали избори
БСП и коалиционните ѝ партньори БЗНС „Александър Стамболийски“ и ПК „Екогласност“ номинират и предлагат да се състави второ нейно правителство начело с дотогавашния министър на вътрешните работи и зам. председател на Висшия съвет на БСП Николай Добрев и с участието на дотогавашните представители на левия земеделски съюз и еколозите в правителството – вицепремиера Светослав Шиваров и министъра на околната среда Георги Георгиев. На фона на нестихващите протести, новоизбраният президент Петър Стоянов отказва да приеме съставянето на нов кабинет на БСП и в същия ден свиква Консултативен съвет за национална сигурност, на който Георги Първанов и БСП са принудени да върнат мандата. Президентът Стоянов назначава служебно правителство начело със Стефан Софиянски. На последвалите парламентарни избори на 19 април абсолютно мнозинство с 52,26 % и 137 депутатски мандата (от общо 240) печелят Обединените демократични сили (Съюз на демократичните сили, Демократическа партия, Български земеделски народен съюз (БЗНС), Българска социалдемократическа партия (БСДП)). Втора остава Демократичната левица (Българска социалистическа партия (БСП) и „ПК Екогласност“) с 22,07 % и 58 мандата. На трето място е Обединението за национално спасение (БЗНС-Никола Петков, Движение за права и свободи, Зелена партия, Партия на демократическия център, Нов избор, Федерация Царство България) със 7,6 % и 19 мандата, а на четвърто – Евролевицата с 5,5 % и 14 мандата. Последна от парламентарните партии е Български бизнес блок (БББ) – с 4,93 % и 12 мандата.
На 21 май 1997 г. XXXVIII народно събрание одобрява новия кабинет, оглавен от лидера на Съюза на демократичните сили (СДС) Иван Костов.
На 1 юли 1997 г. в действие влиза Закон за валутния борд (приет от XXXVII народно събрание), който фиксира българския лев към германската марка в съотношение 1 марка = 1000 неденоминирани лева.

## Хронология на събитията
- В периода 21 – 23 декември 1996 г. Българската социалистическа партия (БСП) провежда извънреден – XLIV конгрес. Още в началото Жан Виденов обявява, че подава оставка като министър-председател и като председател на партията. Причина за оставката е дълбоката криза, в която страната изпада вследствие на двугодишното управление на правителство, ръководено от него. Делегатите на конгреса избират за нов председател на Българската социалистическа партия дотогавашният ѝ заместник-председател Георги Първанов.
- На 28 декември 1996 г. на извънредно заседание XXXVII народно събрание приема оставката на правителството на Жан Виденов.
- На 3 януари 1997 г. парламентът, в който мнозинство има Българската социалистическа партия, отлага гласуването на предложената от Съюза на демократичните сили (СДС) „Декларация за национално спасение“ от „националната катастрофа“.
- На 8 януари 1997 г. парламентарната група на Демократичната левица номинира за премиер в оставащия двегодишен парламентарен мандат Николай Добрев – министър на вътрешните работи в кабинета в оставка на Жан Виденов.
- На 10 януари 1997 г. президентът д-р Желю Желев (чийто мандат изтича на 21 януари 1997 г.) отказва да даде на Българската социалистическа партия (БСП) мандат за съставяне на ново правителство, макар че е задължен по Конституция. Опозицията обявява начало на национална политическа стачка, призовава към гражданско неподчинение и организира протестно шествие срещу Народното събрание. То завършва с обкръжаване на сградата и с опит за погром и палеж. Полицията и вътрешни войски се намесват и със сила привечер разпръскват и преследват демонстрантите. Десетки са ранени.
- На 28 януари 1997 г. президентът Петър Стоянов (встъпил в длъжност на 22 януари същата година) връчва на Българската социалистическа партия (БСП) мандат за съставяне на правителство, което съгласно Конституцията на Република България той е задължен да направи.
- На 4 февруари 1997 г. сутринта лидерът на БСП Георги Първанов и кандидатът за министър-председател Николай Добрев отиват при президента Стоянов с папка с предложение за гласуване на ново правителство на БСП. Новият държавен глава отказва да приеме папката и свиква незабавно, в следобеда на същия ден, Консултативен съвет за национална сигурност. БСП са принудени да се откажат от мандата. Политическите сили подписват споразумение за провеждане на предсрочни парламентарни избори през април 1997 г. и за запазване на социалния мир.
- На 12 февруари 1997 г. президентът Петър Стоянов назначава служебно правителство, оглавено от кмета на София Стефан Софиянски, разпуска XXXVII народно събрание и обявява предсрочни парламентарни избори на 19 април същата година. Първото решение на служебния кабинет на Стефан Софиянски е за въвеждане на валутен борд в България. Едно от първите неща, които самият президент Петър Стоянов изисква от новото правителство е подаване на молба за членство на България в НАТО.

## Последствия
- На последвалите парламентарни избори абсолютно мнозинство с 52,26 % и 137 депутатски мандати (от общо 240) печелят Обединените демократични сили (Съюз на демократичните сили, Демократическа партия, Български земеделски народен съюз (БЗНС), Българска социалдемократическа партия (БСДП)). Втора остава Демократичната левица (Българска социалистическа партия (БСП) и „ПК Екогласност“) с 22,07 % и 58 мандата. На трето място е Обединението за национално спасение (БЗНС-Никола Петков, Движение за права и свободи (ДПС), Зелена партия, Партия на демократическия център, Нов избор, Федерация Царство България) със 7,6 % и 19 мандата, а на четвърто – Евролевицата с 5,5 % и 14 мандата. Последна от парламентарните партии е Български бизнес блок (БББ) – с 4,93 % и 12 мандата.
- На 21 май 1997 г. XXXVIII народно събрание одобрява новия кабинет, оглавен от лидера на Съюза на демократичните сили (СДС) Иван Костов.
- На 1 юли 1997 г. в действие влиза Закон за валутния борд (приет от XXXVII народно събрание) с фиксиране на българския лев към германската марка в съотношение 1 марка = 1000 неденоминирани лева.

## Други
- В своеобразен химн на протестите се превръща песента на Бийтълс Let It Be („Нека да бъде“), която националните медии пускат вместо програмите си или наред с тях.[1]
- По време на бденията се палят свещи, на правещите кордон полицаи се подават (червени) карамфили.[2]

Тези символи се използват и при протести по-късно през годините.